# Carl Hindenburg

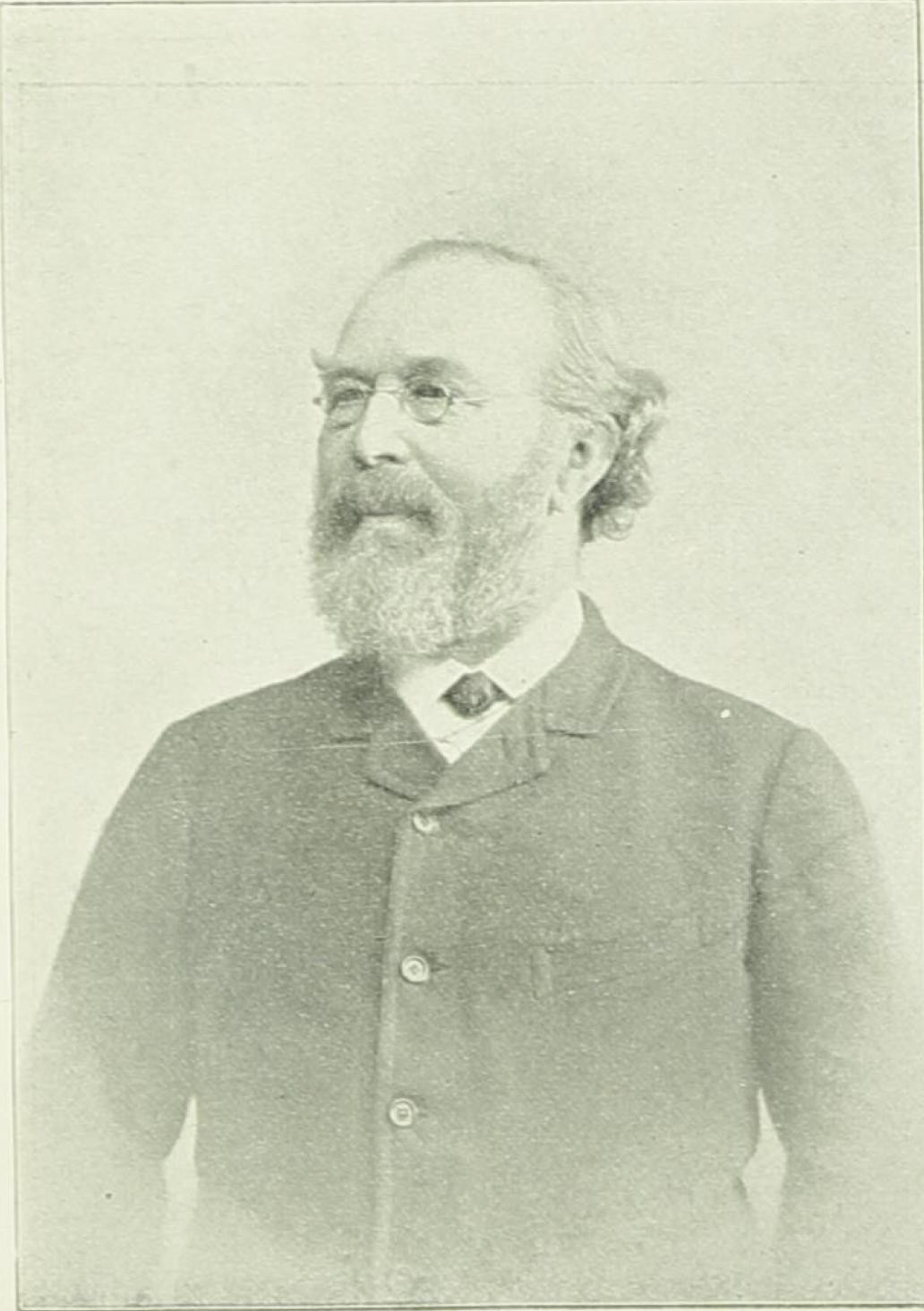
Carl Hindenburg

Carl Hindenburg (* 11. August 1820 in Magdeburg; † 6. April 1899 ebenda) war ein deutscher Radsportfunktionär und erster Präsident des  Deutschen Radfahrer-Bundes (DRB), aus dem später der Bund Deutscher Radfahrer (BDR) entstand.
Carl Hindenburg besuchte die Handelsschule und erlernte den Beruf des Kaufmanns. Zwei Jahrzehnte lang arbeitete er in Thüringen, bevor er in seine Heimatstadt Magdeburg zurückkehrte und dort einen Großhandel für Haushalts- und Kurzwaren betrieb.
1868 brachten Studenten erste Michaulinen nach Magdeburg. Hindenburg war von dem neuartigen Fortbewegungsmittel begeistert, und er begründete gemeinsam mit anderen Interessierten den Magdeburger Velocipeden-Club von 1869 (MVC); er selbst wurde Erster Vorsitzender. Der MVC war der dritte Fahrradverein in Deutschland nach dem Altonaer Bicycle-Club und dem Münchner Velocipeden-Club. 1869 lieferte der erste Serienhersteller von Velocipeden, Heinrich Büssing, 180 Räder nach Magdeburg. Der Verein entwickelte sich in den kommenden Jahren zu einem der mitgliederstärksten in Deutschland. Besonders bekannt wurde er durch die Aufführung von regelrechten Rad-Operetten und der Entwicklung des Saalsports; Hindenburg selbst nahm an den Reigen- und Corsofahren teil.
1882 trat der MVC dem Deutschen und deutsch-österreichischen Velocipedisten-Bund bei. Bei einer Generalversammlung 1883 in Magdeburg wurde der Radfahrer-Gruß All Heil eingeführt und zudem eine Radrennbahn auf dem Werder eingeweiht, auf der eine erste inoffizielle Meisterschaft auf Hochrädern ausgetragen wurde. Als sich 1884 verschiedene Radsportverbände zum Deutschen Radfahrer-Bund vereinigten, wurde Hindenburg zum Präsidenten gewählt, der das Amt allerdings nur zögerlich annahm, weil er dem Dachverband zunächst kritisch gegenüberstand. Hindenburgs Verdienst als Präsident war, dass er „eine völlig neue Sportart [...] aktiviert und erheblich zur Populasierung des Fahrrades mit einem völlig neuen Industriezweig beigetragen“ habe. In seiner Amtszeit wuchs die Zahl der Mitglieder des Verbandes von 3.000 auf 50.000. Auch befürwortete er das Radfahren von Frauen.
Trotz seiner Verdienste war Hindenburg nicht unumstritten: So kritisierte 1890 der Chefredakteur der Leipziger Zeitschrift Stahlrad, Theophil Weber, die „Verschwendungssucht“ des DRB-Präsidiums unter Hindenburg, das sich extrem hohe Gelder aus der Verbandskasse habe auszahlen lassen. Zudem habe Hindenburg zur Vorbereitung eines Denkmals für Karl Drais ein von einem Leipziger Künstler hergestelltes Porträt drucken und in hoher Auflage verteilen lassen; die zu zahlende Strafe sei ebenfalls aus der Verbandskasse beglichen worden. Auf Hindenburgs Veranlassung wurde Weber gegen den Widerstand des Gaus Leipzig aus dem DRB ausgeschlossen.
Nach seinem Rücktritt vom Präsidentenamt 1893 wurde Hindenburg Ehrenpräsident des DRB; er verstarb 1899. Bei seiner Beerdigung in Magdeburg unter großer Anteilnahme der Bevölkerung läuteten alle Glocken in der Stadt. Bis 1933 fanden an seinem Grab regelmäßig Kranzniederlegungen statt. 1997 wurde die Grabstelle zunächst eingeebnet, doch anlässlich des 100. Todestages von Hindenburg im Jahr 1999 auf Initiative des BDR-Landesverbandes Sachsen-Anhalts neu gestaltet und zum Denkmal erklärt.

## Publikationen und Quellen
- Festalbum für Radfahrer. 1893
- Fahrschule für Saal- und Reigenfahren
- Wikisource: Porträt im 'Jahrbuch der deutschen Radfahrer-Vereine 1897', Seiten 3–7: Carl Hindenburg. – Quellen und Volltexte